# Шёлк (телесериал)
«Шёлк» (англ. Silk) — драматический сериал, созданный по заказу британской корпорации BBC Productions и транслирующийся на телеканале BBC 1. Сериал рассказывает о работе лондонской коллегии барристеров Шу Лэйн, о их профессиональных и личных взаимоотношениях. В центре сюжета адвокат Марта Костелло, которая борется за «шёлк» (получение титула королевского адвоката).

## Создание
Питер Моффат создавал «Шёлк», опираясь на собственный адвокатский опыт. Он хотел показать работу юристов как клубок интриг и подковёрной политики, приправленные громкими делами и трагедиями в зале суда. Но в то же время он наполнил сериал переживаниями и показал, что их жизнь внутри конторы имеет такое же значение, как и судебные процессы, которые они ведут.

## Сюжет

### Сезон 1
Марта Костелло — талантливый барристер, специализирующийся на защите подсудимых. Её главной целью является получение шёлковой мантии королевского адвоката. Ради этого она берется за самые сложные дела и бросает вызов всем соперникам мужчинам. А главным из них является её коллега по адвокатской палате Клайв Ридер. Несмотря на давнее знакомство, между этими двумя существует жестокая конкуренция, потому что оба понимают: два королевских адвоката на небольшую палату — перебор. Клайв обладает негласной поддержкой Билли Лэмба — главного клерка палаты. Он специально отдает Марте нестандартные дела, заставляя её работать на износ. При этом он симпатизирует ей, но ставку делает на более сильного и выносливого, по его мнению, Ридера.
Ученики Марты и Клайва — Ник и Ния — приходят в палату постигать профессию юристов. Ник — простой парень с севера Британии, который не брезгует мелким воровством. Ния — дочь известного судьи. Под руководством своих наставников они учатся быть барристерами, работать под давлением, находить выход из нестандартных ситуаций, сопротивляться соблазнам, а главное — оставаться людьми в любых ситуациях.
Прокурор палаты, Кэйт Брокман, пользуясь тем, что Билли Лэмб занят натаскиванием друг на друга двух лучших адвокатов, пытается подсидеть его. Она доносит о финансовых проблемах палаты Алан Коудри, королевскому адвокату, главе коллегии. А в её интриги вовлечен Клайв, который никак не может определиться на чьей же он стороне. Билли вынужден защищаться, чтобы сохранить свою работу и оставить палату на плаву.
Личная жизнь юристов не стоит на месте из-за обилия дел. Марта беременеет после случайной интрижки с Клайвом. Он готов признать ребенка и сделать всё, чтобы поддерживать Марту, но помешать этому может зарождающийся роман с Нией. Кэйт, вовлекая в свои интриги младших клерков, невольно начинает испытывать симпатию к Джону Брайту, который метит на место Билли.

### Сезон 2
Получив «шёлк», Марта получает и более сложные и интересные дела. Это заставляет её пересечься с криминальным кланом Фарр. Наступая на горло собственным принципам, а иногда и балансируя на грани закона, она старается спасать людей из оков этой криминальной семьи. Однажды она обнаруживает, что спасать придется даже Билли.
Клайв, тяжело переживающий провал своей заявки, берется за дела, которые по его мнению и совету прокурора Кэролин Уорвик, могут помочь ему при следующей подаче. Несмотря на то, что, по его словам, он скучает по Марте, у него завязываются любовные отношения с солиситором Джорж Дугган.

## Актёры и персонажи
| Персонаж          | Исполнитель роли   | Появление | Заметки                                                                                                 |
| ----------------- | ------------------ | --------- | --- |
| Марта Костелло    | Максин Пик         | 1-3       | Барристер палаты Шу Лэйн, подающая заявку на получение «шёлка», впоследствии королевский адвокат        |
| Клайв Ридер       | Руперт Пенри-Джонс | 1-3       | Барристер палаты Шу Лэйн, основной конкурент Марты в борьбе за «шёлк», впоследствии королевский адвокат |
| Билли Лэмб        | Ниил Стюк          | 1-3       | Главный клерк Шу Лэйн                                                                                   |
| Ник Слэйд         | Том Хьюз           | 1         | Ученик Марты Костелло                                                                                   |
| Нив Кранич        | Натали Дормер      | 1         | Ученица Клайва Ридера                                                                                   |
| Кейт Крокман      | Нина Сосанья       | 1         | Обвинитель                                                                                              |
| Алан Коудри       | Алекс Дженнингс    | 1-3       | Королевский адвокат, глава палаты Шу Лэйн                                                               |
| Джон Брайт        | Джон МакМилан      | 1-3       | Клерк в палате Шу Лэйн                                                                                  |
| Джейк Милнер      | Тео Барклем-Биггс  | 1-3       | Клерк в палате Шу Лэйн                                                                                  |
| Бетани Брэсингтон | Эми Рен            | 2-3       | Клерк в палате Шу Лэйн                                                                                  |
| Джорж Дугган      | Индира Варма       | 2         | Солиситор, заводит роман с Клайвом Ридером                                                              |
| Кэролин Уорвик    | Френсис Барбер     | 2-3       | Королевский адвокат, государственный обвинитель                                                         |
| Харриет Хэммонд   | Миранда Рэйсон     | 3         | Управляющая                                                                                             |

## Награды и номинации
- 2013 — Максин Пик номинирована Гильдией тележурналистов Британии на звание лучшей актрисы.[2]